# Gare de Meitetsu Ichinomiya
La gare de Meitetsu Ichinomiya (名鉄一宮駅, Meitetsu Ichinomiya-eki) est une gare ferroviaire de la ville d'Ichinomiya, dans la préfecture d'Aichi au Japon. Elle est exploitée par la compagnie Meitetsu.

## Situation ferroviaire
La gare est située au point kilométrique (PK) 86,4 de la ligne principale Nagoya et au PK 25,3 de la ligne Bisai.

## Historique
La gare est inaugurée le 2 janvier 1900 sous le nom de gare de Shin-Ichinomiya (新一宮駅). Elle prend son nom actuel en 2005.

## Service des voyageurs

### Accueil
La gare dispose d'un bâtiment voyageurs, avec guichets, ouvert tous les jours.

### Desserte
- Ligne Bisai :
  - voie 1 : direction Tsushima et Tamanoi
- Ligne principale Nagoya :
  - voies 2 et 3 : direction Kasamatsu et Gifu
  - voies 3 et 4 : direction Nagoya, Toyohashi, Nishio et Aéroport international du Chūbu

### Intermodalité
La gare d'Owari-Ichinomiya de la JR Central est accolée à la gare.